# Soyuz TMA-13M
Soyuz TMA-13M là chuyến bay tàu vũ trụ Soyuz đến Trạm Vũ trụ Quốc tế vào tháng 5 năm 2014. Nó đã vận chuyển ba thành viên của đoàn Expedition 40 đến Trạm Vũ trụ Quốc tế. Soyuz TMA-13M là chuyến bay thứ 122 của tàu vũ trụ Soyuz kể từ năm 1967 và là nhiệm vụ thứ 39 của Soyuz tới ISS. Tàu Soyuz vẫn cập bến trạm vũ trụ trong suốt thời gian của Expedition 40-41 để phục vụ như một phương tiện thoát hiểm khẩn cấp cho đến khi tàu rời trạm vào tháng 11 năm 2014.

## Phi hành đoàn
| Vị trí             | Phi hành gia                                                                                                 |
| ------------------ | --- |
| Chỉ huy            | Maksim V. Surayev, Roscosmos - Thành viên phi hành đoàn Expedition 40 - Chuyến bay vũ trụ thứ 2 và cuối cùng |
| Kỹ sư chuyến bay 1 | Gregory R. Wiseman, NASA - Thành viên phi hành đoàn Expedition 40 - Chuyến bay vũ trụ đầu tiên               |
| Kỹ sư chuyến bay 2 | Alexander Gerst, ESA - Thành viên phi hành đoàn Expedition 40 - Chuyến bay vũ trụ đầu tiên                   |

### Phi hành đoàn dự phòng
| Vị trí             | Phi hành gia                   |
| ------------------ | ------------------------------ |
| Chỉ huy            | Anton N. Shkaplerov, Roscosmos |
| Kỹ sư chuyến bay 1 | Terry W. Virts, NASA           |
| Kỹ sư chuyến bay 2 | Samantha Cristoforetti, ESA    |

## Những điểm nhấn trong phi vụ

### Ra mắt
Vào ngày 26 tháng 5 năm 2014, dưới bầu trời đầy nắng, tên lửa Soyuz-FG chở tàu vũ trụ Soyuz bắt đầu được đưa đến bệ phóng lúc 7 giờ sáng đến Bệ phóng 1/5 (còn được gọi là Gagarin's Start), sân bay vũ trụ Baikonur. Sự kiện này có sự tham gia của các thành viên phi hành đoàn dự phòng: Anton Shkaplerov, Samantha Cristoforetti và Terry Virts. Phi hành đoàn chính của Soyuz TMA-13M không có mặt tại sự kiện này, vì nó bị coi là mang lại xui xẻo. Khi tên lửa Soyuz FG cao 49,5 mét được dựng ở vị trí phóng thẳng đứng, nó được bao bọc bởi cấu trúc dịch vụ để bảo vệ tên lửa và cung cấp nơi làm việc cho công nhân.

### Phóng, gặp gỡ trạm và kết nối
Soyuz TMA-13M đã phóng thành công vào lúc 19:57 UTC ngày 28 tháng 5 năm 2014, từ Sân bay vũ trụ Baikonur ở Kazakhstan. Sau khi đạt được quỹ đạo khoảng chín phút sau khi phóng, TMA-13M đã bắt đầu một chuyến bay trong bốn quỹ đạo để đến ISS. Soyuz TMA-13M sau đó đã kết nối với mô-đun Rassvet của ISS lúc 1:44 UTC vào ngày 29 tháng 5. Cánh cửa giữa hai tàu vũ trụ đã được mở chỉ hơn hai giờ sau đó vào lúc 3:51 UTC.

### Rời trạm và trở về Trái Đất
Soyuz TMA-13M rời Trạm vũ trụ quốc tế lúc 00:31 UTC vào ngày 10 tháng 11 năm 2014. Tàu vũ trụ đã hạ cánh thành công ở phía tây bắc Arkalyk, Kazakhstan lúc 03:58 UTC.

## Bộ sưu tập

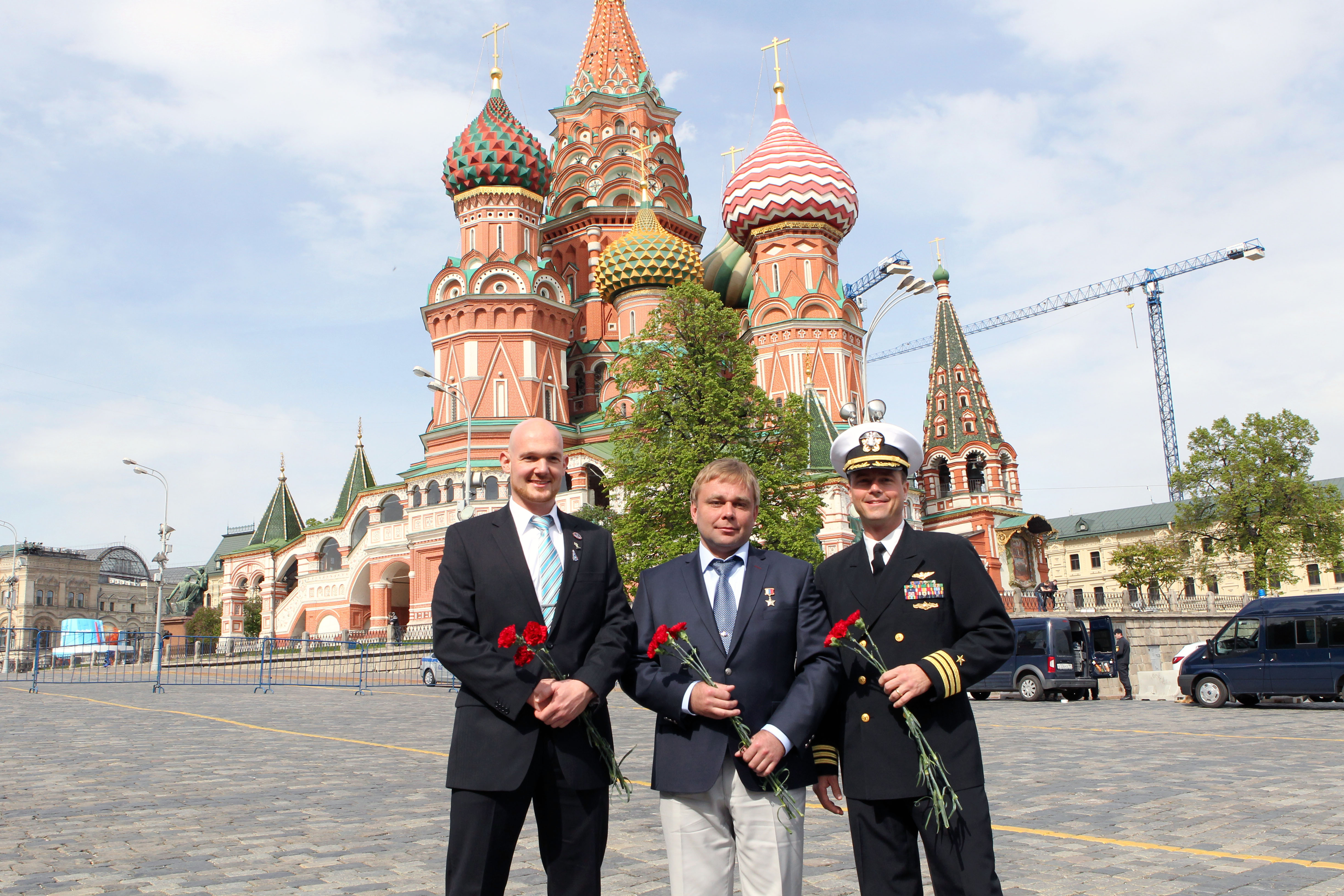
Phi hành đoàn Soyuz trước Nhà thờ St. Basil ở Quảng trường Đỏ ở Moscow, Nga
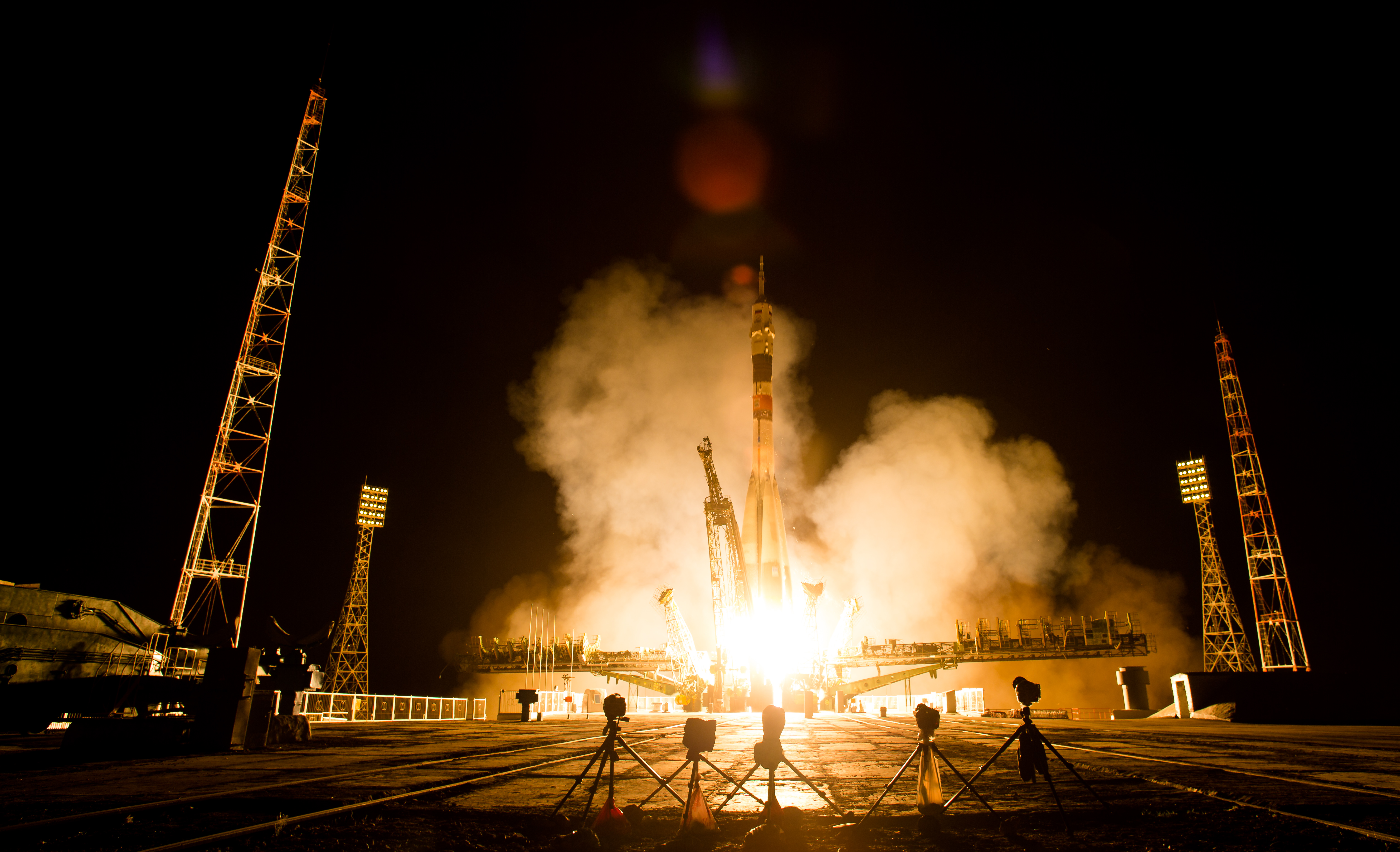
Tên lửa Soyuz-FG phóng tàu Soyuz TMA-13M từ Sân bay vũ trụ Baikonur
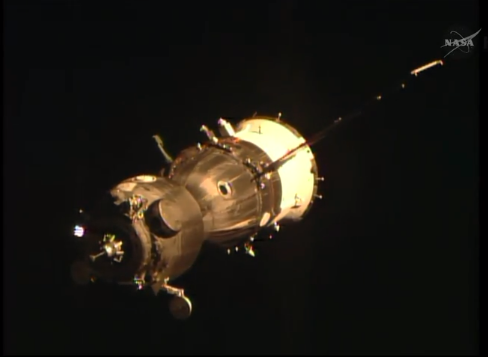
Tàu vũ trụ Soyuz TMA-13M cách ISS 25m khi tiếp cận trạm, có thể nhìn thấy bàn tay của phi hành gia trong cửa sổ.